# 禾亭镇
禾亭镇，是中华人民共和国湖南省永州市宁远县下辖的一个乡镇级行政单位。

## 历史沿革
2015年1月6日，将禾亭镇的野鹿岗村、鸡公岭村划归到文庙街道。

## 行政区划
禾亭镇下辖以下地区：
禾亭社区、禾亭村、石山下村、尹佳村、新天村、老柏家村、新柏家村、石龙观村、贾家村、小里水村、大谷村、刘家村、肖家村、周家村、新烟竹村、老烟竹村、新龙岗村、老龙岗村、高寨村、黄湘村、陈家村、六合村、张家村、王朝印村、蒋家塘村、双龙形村、鸡公岭村、野鹿岗村、猫仔凼村、富村、环佳山村、老潮水村、大砠村、长江头村、祖元福村、白面砠村、石城村、小桃元村、琵琶岗村、东肯黄家村、大邦村和新田脚村。
2015年1月6日调整后，下辖王朝印村、贾家村、禾亭村、黄家村、小里水村、高寨村、新柏家村、尹家村、陈家村、石山下村、老龙岗村、新龙岗村、新烟竹村、老烟竹村、蒋家塘村、双龙形村、周家村、肖家村、刘家村、石龙观村、黄相村、张家村、新天村、老柏家村、六合村、大谷村、大砠村、大邦村、猫仔凼村、祖元福村、小桃源村、白面砠村、琵琶岗村、新田脚村、环家山村、富村、长江头村、石城村、老潮水村39个村。

## 中国传统村落
2013年8月，小桃源村被评为第二批中国传统村落。